# Pailherols
Pailherols (okzitanisch Palhairòls) ist ein französischer Ort und eine Gemeinde mit 137 Einwohnern (Stand: 1. Januar 2022) im Département Cantal in der Region Auvergne-Rhône-Alpes. Die Gemeinde gehört zum Arrondissement Aurillac und zum Kanton Vic-sur-Cère. Die Einwohner werden Pailherolais genannt.

## Lage
Pailherols gehört zur historischen Region des Carladès und liegt etwa 24 Kilometer ostnordöstlich vom Stadtzentrum von Aurillac. Umgeben wird Pailherols von den Nachbargemeinden Saint-Jacques-des-Blats im Norden, Brezons im Osten und Nordosten, Malbo und Lacapelle-Barrès im Osten, Thérondels im Südosten, Mur-de-Barrez im Süden, Raulhac im Südwesten, Jou-sous-Monjou im Westen sowie Saint-Clément im Westen und Nordwesten.

## Bevölkerungsentwicklung
| Jahr                       | 1962 | 1968 | 1975 | 1982 | 1990 | 1999 | 2006 | 2011 | 2016 |
| Einwohner                  | 332  | 301  | 213  | 195  | 171  | 153  | 165  | 148  | 130  |
| Quellen: Cassini und INSEE |      |      |      |      |      |      |      |      |      |

## Sehenswürdigkeiten
- Kirche Notre-Dame-de-l'Assomption